# HŠK Concordia
HSK Concordia – chorwacki klub piłkarski z siedzibą w Zagrzebiu założony w 1906 roku jako Srednjoškolski športski klub .

## Historia
Pod koniec I wojny światowej klub grał w wielu rozgrywkach, zarówno krajowych, jak i zagranicznych. Po wojnie, wcześniejsi członkowie wraz z graczami z HŠK Viktorija ponownie utworzyli klub jako Concordia-Viktorija (szybko przemianowany na Concordia).
Jednym z najważniejszych faktów w dziejach klubu była budowa stadionu (dzisiejszego Stadionu Kranjčevićeva); jest on największy w Zagrzebiu. Został ukończony w 1921 roku. Reprezentacja Jugosławii w piłce nożnej grała jedenaście meczów na terenie klubu.
Oprócz piłki nożnej, klub startował również w lekkiej atletyce, narciarstwie, hokeju na trawie i tenisie stołowym. Najbardziej znanymi piłkarzami klubu byli: Nikola Babić, Ivan Belošević Zvonko Jazbec, Slavko Kodrnja i Karlo Muradori. Klub grał w jugosłowiańskiej i chorwackiej lidze. W roku 1945 został przemianowany na Zeleni 1906. Trzeci zestaw strojów drużyny NK Zagreb jest zielony na cześć HSK Concordia, którego stadion przejęli.

## Osiągnięcia
- Mistrzostwo Jugosławii
  - 1930, 1932
- Mistrzostwo Chorwacji
  - 1942
- Puchar Chorwacji w piłce nożnej
  - finał 1941